# I Like Trains
I Like Trains, často známější pod přepisem iLiKETRAiNS, či řidšeji pod zkratkou ILT, je britská post-rocková skupina, která vznikla v roce 2003 v anglickém městě Leeds. V současné době skupina čítá čtyři členy a na svém kontě má čtyři studiová alba.

## Diskografie

### Studiová alba
- Elegies To Lessons Learnt (2007)
- He Who Saw The Deep (2010)
- The Shallows (2012)
- A Divorce Before Marriage (2016)

### EP
- Progress • Reform (2006)
- Christmas Tree Ship (2008)
- This Skin Full Of Bones (2011, CD/DVD)

### Singly
- Before The Curtains Close (2005, demo)
- Stainless Steel (2005)
- A Rookhouse For Bobby (2005)
- Terra Nova (2006)
- Spencer Perceval (2007)
- The Deception (2007)
- We Go Hunting (2008)
- Sea Of Regrets (2009)
- A Father's Son (2010)
- Sirens (2011)
- Bethesda (2016)